# Cedaredge
Cedaredge è un centro abitato (town) degli Stati Uniti d'America, situato nella contea di Delta dello Stato del Colorado. Nel censimento del 2000 la popolazione era di 1.854 abitanti.

## Geografia fisica
Secondo i rilevamenti dell'United States Census Bureau, Cedaredge si estende su una superficie di 5,3 km².